# Belpolitika
A belpolitika az egy országon belüli társadalmi rétegek, csoportok egymáshoz való viszonya, küzdelmük az állami hatalom megszerzéséért, megtartásáért és befolyásolásáért, hogy ennek révén érdekeiket érvényesíthessék, társadalmi céljaikat elérhessék. A politika eredendően és elsősorban belpolitika. A „politika” kifejezés az ókori görög polisz névből ered, és magyar jelentése „közélet”, ez értelemben tehát mindenki, aki részt vesz a közéletben, politizál. 
Az államok, nemzetek egymáshoz való viszonya, törekvésük befolyásuk, érdekeik érvényesítésére a nemzetközi térben a külpolitika.
A politika két vetülete, a kül- és a belpolitika alapvetően egységet alkot, mivel a politikai tevékenység célja az állam részéről mindkét esetben a fennálló társadalmi viszonyok védelme és megszilárdítása, az ellenzék részéről pedig a hatalom megszerzése saját érdekeinek és eszmerendszerének érvényre juttatása céljából.
A politikával, közélettel, annak jelenségeivel foglalkozik a politikatudomány.  A politikával hivatásszerűen foglalkozó személy a politikus.

## Tartalma
A (bel)politika az állam ügyeiben való részvétel, az állami tevékenység formáinak, (a politikai rendszernek), feladatainak, tartalmának a meghatározása. 
A belpolitika középpontjában a kormányzati erők és az ellenzék közötti küzdelem áll a hatalom megszerzése, megtartása és felhasználása érdekében. Minden társadalmi tevékenység, probléma politikai jelleget ölt, ha megoldásának lehetősége összefüggésben áll a kormányzati hatalom problémájával.
A politikai tevékenység alanyai a társadalmilag aktív személyek csoportjai, társadalmi rétegek és osztályok, és az azokat képviselő pártok. A politikai tevékenységben tartalmilag gyakran részt vesznek – esetenként annak ellenére, hogy ezt tagadják – formailag nem politikai szervezetek, civil szervezetek, szakszervezetek, vallási közösségek is.
A belpolitika az állam, a kormányzat tevékenységének fő irányait fogja át. A politikai ráhatás célja szerint megkülönböztethető a gazdaságpolitika, pénzügypolitika, költségvetési politika, oktatáspolitika, kultúrpolitika, tudománypolitika és sok más szakpolitika.

## Eszközei
A társadalmi berendezkedés formájától és állapotától, a demokrácia állapotától függően a politikai ráhatás eszközei változatosak lehetnek a közvetlen kényszerítő akcióktól a rugalmas manőverezésig, olyan kedvező feltételek létrehozásáig, amikor a kívánt cél közvetlen beavatkozás nélkül érhető el.
A politikai tapasztalatok azt mutatják, hogy „a cél szentesíti az eszközt” elve, az embertelen eszközök alkalmazása az elméletileg mégoly humánus célok elérésére csak elemberteleníti magát a célt is.
A politikát a gazdasági viszonyok determinálják, a politikai viszonyokban kifejeződnek az egyes társadalmi csoportok érdekei. A politika azonban nem a gazdasági viszonyok tükörképszerű megjelenítése, a politikai tevékenység nagyfokú önállósággal rendelkezik.
A politika szorosan összefügg a joggal, a törvények a politika koncentrált kifejeződései.